# Districtul Békéscsaba
Békéscsaba (în maghiară Békéscsabai járás) este un district în județul Békés, Ungaria.
Districtul are o suprafață de 636,16 km2 și o populație de 82.424 locuitori (2013).